# Бергенски университет
Университетът на Берген (на норвежки: Universitetet i Bergen) е вторият по големина университет в Норвегия, създаден през 1946 г. Повечето университетски сгради са разположени в центъра на Берген. Университетът се състои от шест факултета:
- хуманитарен
- правен
- Математика и природни науки
- Медицински дентални
- психологически
- Социални науки

В университетът се намира и музеят на Берген, основан през 1825 г. Музеят е разделен на отдели за културна и естествена история, в допълнение включва и ботаническа градина.
Университетът в Берген има и няколко изследователски центъра, финансирани от Норвежкия съвет за изследвания включващ:
- Център на Бьоркнес климатология
- Център за изследване на Средновековието
- Център за геобиологични изследвания
- Център за изследвания на нефт

Университетът е част от Асоциацията на европейските университети в Утрехт.

## Ректори на университета
- Зигмун Грьонму (2005 – 2013)
- Dag Rune Olsen (от 2013 г.)

## Награда Холберг
Мемориалната награда „Лудвиг Холберг“ е учредена от норвежкото правителство и университета в Берген през 2003 г. Нейната мисия е да популяризира изключителните хуманисти на съвремието.